# Boeing Starliner Calypso
Boeing Starliner Calypso (Spacecraft 3) è un veicolo spaziale della serie CST-100 Starliner prodotto da Boeing e utilizzata nel Commercial Crew Program della NASA. Il 20 dicembre 2019, Calypso è stato lanciato con la missione Boeing Orbital Flight Test (Boe-OFT), un volo di prova senza equipaggio dello Starliner verso la Stazione spaziale internazionale (ISS). La navicella spaziale avrebbe dovuto effettuare il docking con la ISS e tornare sulla Terra dopo una settimana nello spazio, ma a causa di diversi problemi del software la navicella spaziale non fu in grado di raggiungere la ISS. Atterrò dopo soli due giorni di missione con la conseguenza che Boeing dovette programmare una seconda missione di prova senza equipaggio.

## Storia
Nel settembre 2014 Boeing è stata una delle due società selezionate dalla NASA per sviluppare veicoli spaziali con equipaggio per trasportare gli astronauti sulla Stazione Spaziale Internazionale, l'altra era SpaceX. La capacità del veicolo spaziale di essere riutilizzato fino a dieci volte con un tempo di ristrutturazione di sei mesi tra un volo e l'altro significava che tre veicoli spaziali sarebbero stati sufficienti per soddisfare le esigenze del Commercial Crew Program.
Calypso è stata lanciata per la prima volta su Boe-OFT, il primo volo orbitale dello Starliner, il 20 dicembre 2019. La navicella spaziale senza equipaggio avrebbe dovuto effettuare il docking con la ISS il giorno successivo. Tuttavia, a causa di errori software che hanno causato uno slittamento di 11 ore nel Mission Elapsed Timer (MET), la navicella ha eseguito un'accensione dei motori per l'inserimento orbitale non nominale che ha impedito alla navicella di raggiungere la ISS. Invece, la navicella spaziale è rimasta in orbita per due giorni, eseguendo il maggior numero di test possibile senza raggiungere la ISS, ed è atterrata al White Sands Missile Range del New Mexico il 22 dicembre 2019.
Dopo l'atterraggio, è stato annunciato che la navicella spaziale sarebbe stata riutilizzata per la missione Starliner-1, il primo volo operativo dello Starliner verso la ISS. Dopo l'annuncio, l'astronauta della NASA Sunita Williams, comandante dello Starliner-1, ha denominato la navicella "Calypso" in onore della nave dell'oceanografo Jacques-Yves Cousteau, Calypso.
Calypso è, al 2024, l'unica navicella spaziale Starliner ad avere un nome ufficiale. Sebbene inizialmente fosse previsto che Calypso tornasse nello spazio per la missione Starliner-1, Boeing ha annunciato nel marzo 2020 che avrebbe effettuato una nuova missione orbitale senza equipaggio, OFT-2, riorganizzando gli assegnamenti delle navicelle spaziali delle missioni successive. Calypso è tornata nello spazio con il Boe-CFT, il primo volo di prova con equipaggio dello Starliner. Boeing ha attualmente un contratto per effettuare cinque missioni operative sulla ISS nell'ambito del Commercial Crew Program dopo Starliner-1, quindi Calypso probabilmente volerà per la terza volta in uno di questi voli.

## Voli
Calypso ha volato nello spazio per la prima volta il 20 dicembre 2019 durante la missione Orbital Flight Test.
| Missione                   | Stemma | Navetta | Data di lancio (UTC)   | Data di atterraggio (UTC) | Equipaggio                    | Esito missione      |
| -------------------------- | --- | ------- | ---------------------- | ------------------------- | ----------------------------- | ------------------- |
| Boeing Orbital Flight Test | | S3.1    | 20 dicembre 2019 11:36 | 22 dicembre 2019          | N.D.                          | Parziale fallimento |
| Boeing Orbital Flight Test | Primo test orbitale senza equipaggio. L'obiettivo principale della missione, il rendez-vous con la stazione spaziale è stato annullato a causa di un problema software che ha causato una accensione dei propulsori per l'inserimento orbitale che ha consumato troppo carburante. La navetta è atterrata nel Nuovo Messico due giorni dopo il lancio |         |                        |                           |                               |                     |
| Boeing Crewed Flight Test  | | S3.2 ♺  | 5 giugno 2024, 14:52   | N.D.                      | Barry Wilmore Sunita Williams | In orbita           |
| Boeing Crewed Flight Test  | Primo test con equipaggio della navetta Starliner. |         |                        |                           |                               |                     |